# Ciohorăni
Ciohorăni è un comune della Romania di 2 100 abitanti, ubicato nel distretto di Iași, nella regione storica della Moldavia.
Ciohorăni è comune autonomo dal 1º gennaio 1995, quando si è staccato dal comune di Miroslovești.